# FR F2
FR F2(프랑스어: Fusil à Répétition modèle F2; Bolt-action Rifle, F2 model)는 프랑스군의 표준 경량 저격총이다. FR F1의 개량형으로, MAS(Manufacture d'Armes St. Etienne의 두문자어)에서 생산되었다. MAS는 GIAT 인더스트리얼스에 합병되었으며, 넥스터(NEXTER)로 개명되었다. 7.62 × 51 mm NATO 탄약을 사용하며 망원경을 탑재하고 있다. FR F2의 볼트는 MAS-36 소총과 동일하게 설계되었다.
FR F2는 800미터 이내의 목표물을 쏠 수 있도록 설계되었다.

## 같이 보기
- PGM 헤카테 II